# WREL
WREL (англ. Wireless Resonant Energy Link) — технологія бездротової передачі електроенергії за допомогою магнітних полів, яка розроблена корпорацією Intel.

## Принцип роботи
У вихідній точці електрика надходить на електричний контур, після чого магнітна котушка генерує магнітне поле певної частоти. У котушці — приймачі WREL, яка налаштована на ту ж частоту, що і генератор, під дією магнітного поля індукується електричний струм. Зрештою, оптимальне узгодження імпедансу забезпечують електричні контури на обох кінцях.

## Розробка
Технологія розроблена в Массачусетському технологічному інституті, де з 2006 року ведеться робота над проектом під назвою WiTricity. З 2007 року корпорація Intel продовжила дослідження і вже вона назвала технологію WREL. На доказ, що технологія дійсно працює, вона провела експеримент, на якому була передана на відстані в 1 метр електроенергія і була запалена лампочка потужністю в 60 Вт.

## Застосування
Звичайним застосуванням резонансної електродинамічної індукції є зарядка акумуляторних батарей портативних пристроїв, таких як портативні комп'ютери і стільникові телефони, медичні імплантати і електромобілі. Техніка локалізованої зарядки використовує вибір відповідної передавальної котушки в структурі масиву багатошарових обмоток. Резонанс використовується як в панелі бездротової зарядки (передавальному контурі), так і в модулі приймача (вбудованого в навантаження) для забезпечення максимальної ефективності передачі енергії. Така техніка передачі підходить універсальним бездротовим зарядним панелям для підзарядки портативної електроніки, наприклад, мобільних телефонів. Техніка прийнята як частина стандарту бездротової зарядки Qi.
Резонансна електродинамічна індукція також використовується для живлення пристроїв, які не мають акумуляторних батарей, таких як RFID-мітки і безконтактні смарт-картки, а також для передачі електричної енергії від первинного індуктора гвинтовому резонатору трансформатора Тесли, який також є бездротовим передавачем електричної енергії.